# Angie Fielder
Angie Fielder é um produtor australiano, co-fundador da Aquarius Films. Foi indicado ao Oscar 2017 pela realização do filme Lion, ao lado de Emile Sherman e Iain Canning.

## Prêmios e indicações
- Pendente: Oscar de melhor filme, por Lion.[4]